# Daytona Beach
Pour les articles homonymes, voir Daytona.
Daytona Beach est une ville située dans l’État de Floride, aux États-Unis. Au recensement de 2010, elle comptait 61 005 habitants et s’étendait sur près de 152 km2.
La ville est mondialement connue pour ses nombreuses courses automobiles ou motocyclistes se déroulant sur ses plages de sable fin. Les premières courses automobiles eurent lieu en 1902 et s'y poursuivirent pendant 47 ans. Elles se tinrent ensuite au Daytona International Speedway.
Elle est visitée par environ 8 millions de personnes chaque année et compte plus de 300 motels. Le tourisme est le ressort principal de l'économie locale.

## Histoire
La zone où se situe Daytona Beach aujourd'hui était autrefois habitée par les Timucua, un peuple Amérindien, vivant dans des villages fortifiés. La quasi-extermination des Timucua s'explique par leurs divers contacts avec les Européens à travers la guerre, l'esclavage et la maladie; ils s'éteignirent comme une entité raciale par assimilation et attrition au cours du XVIIIe siècle. Les Séminoles, descendants des Creeks de Géorgie et d'Alabama, fréquentaient la zone qui existait avant la Seconde guerre séminole.

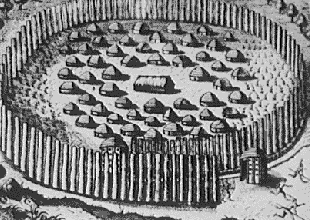
Un village Timucua palissadé.

Durant la période où les Britanniques dominaient la Floride, entre 1763 et 1783, la King's Road traversait ce qui est devenu aujourd'hui Daytona Beach. Cette route s'étend de St-Augustine, la capitale de la Floride orientale, à la colonie expérimentale d'Andrew Turnbull, située à New Smyrna Beach. En 1804, Samuel Williams reçut une concession de terres de 3 000 acres (12 km2), provenant de la couronne espagnole qui avait repris la Floride aux anglais après la révolution américaine. Cette concession de terres englobait la zone qui deviendrait plus tard Daytona Beach. Williams construisit une plantation de coton, riz et canne à sucre, qui allait fonctionner grâce au travail fourni par les esclaves. Son fils, Samuel Colline Williams, fut forcé d'abandonner la plantation pendant la Seconde Guerre Seminole, lorsque les Indiens de cette tribu la brûlèrent entièrement.
En 1871, Mathias Day, Jr., originaire de Mansfield, Ohio, acheta une parcelle de 2 144,5 acres, faisant partie de l'ancienne plantation de William, située sur la rive ouest du chenal de marée connu sous le nom d'Halifax River (en). Il construisit un hôtel autour duquel la ville se forma et qui est aujourd'hui devenu le quartier historique de Daytona Beach. En 1872, en raison de difficultés financières, il perdit ses terres, les habitants décidèrent de nommer la ville Daytona en l'honneur de son fondateur et la ville fut incorporée en 1876.
En 1886, le St. Johns & Halifax River Railway arriva à Daytona. La ligne fut achetée en 1889 par Henry M. Flagler, qui l'intégra au Florida East Coast Railway, un chemin de fer lui appartenant. Les villes séparées de Daytona, Daytona Beach, Kingston, et Seabreeze (en) fusionnèrent pour devenir "Daytona Beach" en 1926, à l'instigation du dirigeant municipal J.B. Kahn et d'autres. Dans les années 1920, elle fut surnommée "The World's Most Famous Beach" ("La plage la plus célèbre du monde»).
Le sable lisse et compacté de la vaste plage de Daytona attira les courses automobiles et de motos dès 1902, période durant laquelle les pionniers de cette industrie testaient leurs inventions. Elle accueillit les essais de record de vitesse terrestre qui commencèrent en 1904, lorsque William K. Vanderbilt établit un record officieux de 148,554 km/h. Les coureurs de vitesse terrestre, de Barney Oldfield et Henry Segrave à Malcolm Campbell, allèrent à Daytona à plusieurs reprises et rendirent les 37 km de plage célèbre.
Des tentatives pour battre le record, dont les nombreux essais mortels tels que ceux de Frank Lockhart en 1926 et de Lee Bible (en) en 1929, se poursuivirent jusqu'à l'essai de Campbell le 7 mars 1935, qui établit le record à 445,492 km/h et marqua ainsi la fin des courses de vitesse terrestre à Daytona.

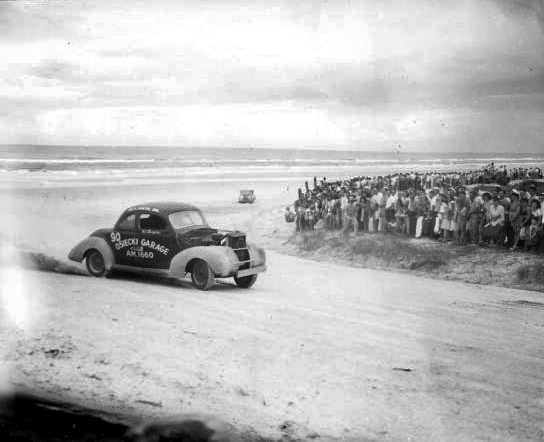
Course automobile sur la plage en 1951.

Le 8 mars 1936, la première course de stock-car eut lieu sur le circuit Daytona Beach Road Course (en), situé dans la ville qui porte actuellement le nom de Ponce Inlet. En 1958, Bill France Sr (en) et la NASCAR créèrent le Daytona International Speedway afin de remplacer le circuit sur la plage. Sur la majeure partie de la plage, les voitures sont encore autorisées à rouler à une vitesse maximale de 16 km/h.

## Géographie
La ville de Daytona Beach est divisée en deux par la lagune de la rivière Halifax (en), une partie de l'Intracoastal Waterway, et se trouve sur l'océan Atlantique. Elle est bordée au nord par Holly Hill et Ormond Beach et au sud par Daytona Beach Shores, South Daytona et Port Orange.
Daytona Beach possède un climat subtropical humide comme l'essentiel de la Floride, ce qui signifie qu'elle a deux saisons. La saison humide de mai à octobre et la saison sèche et plus chaude de novembre à avril.

### Cyclones
Les cyclones tropicaux passent généralement au large une fois qu'ils atteignent la partie nord de la côte atlantique de la Floride. En tant que tel, le risque d'ouragan pour Daytona Beach est significativement plus faible que dans les régions du sud de la Floride, comme Miami et Key West. La saison des ouragans 2004 a été de loin la plus active dans la région de Daytona Beach au cours des 50 dernières années. Cependant, depuis 1950, il n'y a eu qu'un seul ouragan dans la région de Daytona Beach, Donna en 1960.
Bien que Daytona Beach présente un risque de tornade nettement inférieur à des domaines tels que les Grandes Plaines et le Midwest, il y a eu quelques tornades meurtrières et destructrices au cours des 100 dernières années dans la région de Daytona Beach. Plus récemment, le 22 février 1998, une tornade a tué trois personnes, blessé 70 et causé 31 millions de dollars de dommages.

## Démographie
En 2010, la population s'élevait à 61 005 hab. dont 33 920 ménages. La répartition ethnique était de 57,8 % d'Euro-Américains, et 35,4 % d'Afro-Américains.
Le revenu moyen par habitant était de 17 530 dollars avec 23,6 % de la population vivant sous le seuil de pauvreté.
L'anglais était la première langue de 90,37 % des habitants, suivi par l'espagnol (4 %), le français (0,9 %) et l'allemand (0,86 %).
| 1910 | 1920 | 1930   | 1940   | 1950   | 1960   |
| ---- | ---- | ------ | ------ | ------ | ------ |
| 331  | 825  | 16 598 | 22 584 | 30 167 | 37 395 |

| 1970   | 1980   | 1990   | 2000   | 2010   | - |
| ------ | ------ | ------ | ------ | ------ | - |
| 45 327 | 54 176 | 61 921 | 64 112 | 61 005 | - |

## Culture
Le Musée des Arts et des Sciences (en) est l'équipement culturel principal de Daytona Beach et du comté de Volusia. Parmi les autres musées situés dans la ville se trouvent le Musée de la photographie du sud-est (en) et le musée historique de Halifax (en).
Le Musée des Arts et des Sciences est en fait une collection de musées et de galeries d'art et comprend le complexe environnemental Klancke, le musée cubain, le musée de la famille Root mettant en vedette l'une des plus grandes collections autour du Coca-Cola dans le monde, la galerie américaine Dow et le centre Bouchelle des Arts Décoratifs qui, ensemble, forment ce qui est probablement l'une des plus belles collections de meubles et arts décoratifs dans le Sud-Est.
Il y a aussi des expositions itinérantes et un centre des sciences pour enfants ouvert en 2008.

## Éducation
- Université Bethune-Cookman, université traditionnellement noire.

## Personnalités liées à la ville
- L'homme politique cubain Fulgencio Batista et son épouse Marta Fernandez Miranda de Batista y ont vécu de 1945 à 1952.

## Jumelage
- Bayonne (France) depuis 1998[2]

## Source
- (en) Cet article est partiellement ou en totalité issu de l’article de Wikipédia en anglais intitulé « Daytona Beach » (voir la liste des auteurs).